# Raymond Elena
Pour les articles homonymes, voir Elena.
Raymond Elena, né le 4 août 1931 à Tlemcen en Algérie française et mort le 4 janvier 2024 à Jujurieux, est un coureur cycliste français, professionnel de 1953 à 1965.

## Palmarès
- 1952
  - Grand Prix de Saint-Raphaël
- 1953
  -  Champion de France des militaires
  - Tour des Bouches-du-Rhône
- 1954
  - Tour de Haute-Savoie
  - Tour du Vaucluse
  - Circuit Drôme-Ardèche
- 1955
  - Grand Prix de Cuir
- 1956
  - Grand Prix du comptoir des tissus
  - 3e du Grand Prix de Monaco
  - 3e du Grand Prix Catox
- 1957
  - Grand Prix de Saint-Raphaël
  - 2e du Tour de Luxembourg
- 1958
  - Boucles roquevairoises
  - Tour du Gard :
    - Classement général
    - 1re et 2e étapes

  - 2e de Bourg-Genève-Bourg
- 1959
  - 2e du Grand Prix d'Alger
  - 3e du Grand Prix d'Aix-en-Provence
  - 3e du Grand Prix d'Issoire
  - 3e du Grand Prix de Vals-les-Bains
- 1960
  - Tour de Picardie :
    - Classement général
    - 1re et 2e étapes
- 1961
  - 4e étape du Tour de l'Aude
- 1962
  - Boucles roquevairoises
  - 3eb étape des Quatre Jours de Dunkerque
- 1963
  - 2e du Tour de Haute-Loire
- 1965
  - 1re étape du Tour des Alpes de Provence
  - 2e étapes des Boucles pertuisiennes
  - 3e du Tour de Corrèze

## Résultats sur les grands tours

### Tour de France
4 participations
- 1954 : abandon (4eb étape)
- 1956 : abandon (22e étape)
- 1957 : abandon (2e étape)
- 1962 : hors délais (14e étape)